# 中原村 (広島県)
中原村（なかはらむら）は、広島県安佐郡にあった村。現在の広島市安佐北区の一部にあたる。

## 地理
太田川、根谷川の流域に位置していた。東部は白木山に連なる山地。

## 歴史
- 1889年（明治22年）4月1日、町村制の施行により、高宮郡中野村、上原村、中島村、城村が合併して村制施行し、中原村が発足[1][2]。旧村名を継承した中野、上原、中島、城の4大字を編成[2]。
- 1898年（明治31年）10月1日、郡の統合により安佐郡に所属[1][2]。
- 1942年（昭和17年）7月1日、安佐郡可部町と合併し、可部町が継続して廃止された[1][2]。

### 地名の由来
合併村名の文字を組み合わせたもの。

## 産業
- 農業、清酒醸造、鋳物工業[2]

## 交通

### 鉄道
- 1910年（明治43年）広軽便鉄道（現可部線）横川～可部（当村中島）間が開通[2]。